# Uwe Mund (remero)
Uwe Mund (26 de junio de 1962) es un deportista de la RDA que compitió en remo. Ganó dos medallas en el Campeonato Mundial de Remo, oro en 1982 y plata en 1983.

## Palmarés internacional
| Campeonato Mundial | Campeonato Mundial | Campeonato Mundial | Campeonato Mundial |
| Año                | Lugar              | Medalla            | Prueba             |
| ------------------ | ------------------ | ------------------ | ------------------ |
| 1982               | Lucerna (Suiza)    | Medalla de oro     | Cuatro scull       |
| 1983               | Duisburgo (RFA)    | Medalla de plata   | Scull individual   |